# 上蒙马丁
上蒙马丹（法語：Montmartin-le-Haut，法語發音：[mɔ̃maʁtɛ̃ lə o]）是法国奥布省的一个市镇，位于该省东部偏南，属于特鲁瓦区。

## 地理
上蒙马丹（48°12'29"N, 4°33'9"E）面积1.61 平方千米，位于法国大東部大區奥布省，该省份为法国中北部省份，北起马恩省，西接塞纳-马恩省，西南至约讷省，东南至科多尔省，东临上马恩省。
与上蒙马丹接壤的市镇（或旧市镇、城区）包括：隆普雷勒塞克、马尼富沙尔、皮和尼斯芒。
上蒙马丹的时区为UTC+01:00、UTC+02:00（夏令时）。

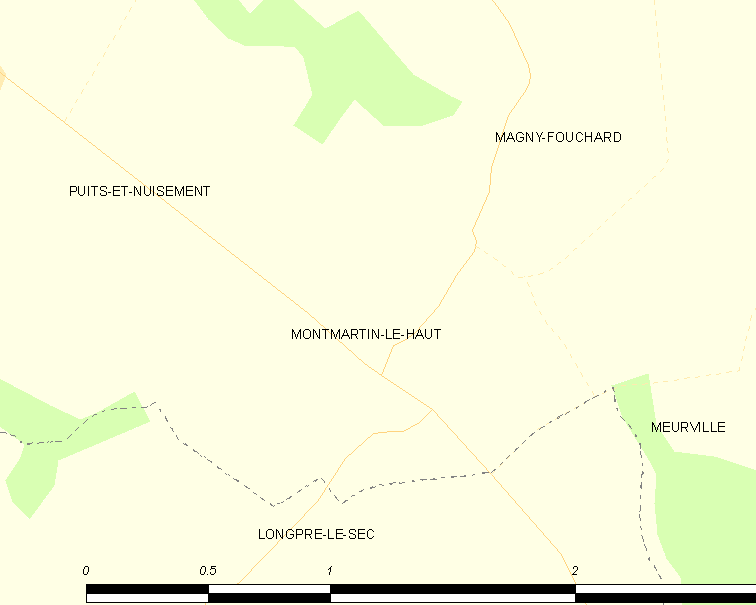
上蒙马丹的OSM定位图

## 行政
上蒙马丹的邮政编码为10140，INSEE市镇编码为10252。

## 政治
上蒙马丹所属的省级选区为巴尔斯河畔旺德夫尔县。

## 人口

1962-2008年间上蒙马丹人口变化图示

上蒙马丹于2022年1月1日时的人口数量为64人。